# Meghan O’Leary
Meghan O’Leary (* 24. August 1984 in Tulsa) ist eine US-amerikanische Ruderin. Sie war Weltmeisterschaftszweite 2017 und Weltmeisterschaftsdritte 2018.

## Sportliche Karriere
Meghan O’Leary studierte an der University of Virginia, wo sie Softball und Volleyball spielte. Erst nach ihrem Studium begann sie 2010 mit dem Rudersport.
Die internationale Karriere der 1,83 m großen Ruderin begann 2013, als sie mit Ellen Tomek einen Doppelzweier bildete. Bei den Weltmeisterschaften belegten sie zusammen den siebten Platz im Doppelzweier, es folgte der sechste Platz 2014. Der elfte Platz bei den Weltmeisterschaften 2015 bedeutete die Qualifikation für die Olympischen Spiele 2016. Bei der Olympischen Regatta in Rio de Janeiro erreichten Ellen Tomek und Meghan O’Leary das A-Finale und belegten den sechsten Platz. Die beiden starteten auch 2017 gemeinsam und gewannen hinter dem neuseeländischen Doppelzweier die Silbermedaille bei den Weltmeisterschaften vor heimischem Publikum in Sarasota. Im Jahr darauf siegten bei den Weltmeisterschaften in Plowdiw die Litauerinnen vor den Neuseeländerinnen, Tomek und O’Leary erhielten Bronze. Bei den Olympischen Spielen in Tokio traten Tomek und O’Leary zusammen mit Cicely Madden und Alie Rusher im Doppelvierer an, die Crew belegte den zehnten und letzten Platz.